# Aspākhū
Aspākhū (persiska: اسپاخو) är en ort i Iran.   Den ligger i provinsen Nordkhorasan, i den nordöstra delen av landet, 500 km öster om huvudstaden Teheran. Aspākhū ligger 1 577 meter över havet och antalet invånare är 340.
Terrängen runt Aspākhū är varierad. Runt Aspākhū är det ganska glesbefolkat, med 27 invånare per kvadratkilometer. Närmaste större samhälle är Kāstān, 8,9 km norr om Aspākhū. Omgivningarna runt Aspākhū är i huvudsak ett öppet busklandskap.